# 共产党和工人党国际会议
共產黨和工人黨國際會議（英語：International Meeting of Communist & Workers' Parties，缩写为IMCWP）是一個共產主義政党和组织國際間合作交流會議（也有一些与共产党有历史渊源的非共产党参加）。在希臘共產黨的倡議下，來自50個國家的57個共產黨和工人黨于1998年5月22日—24日，爲慶祝《共產黨宣言》發表150周年和希臘共產黨建黨80周年，在雅典召開了第一次國際會議。各黨在會上交流了經驗，並且發布了一個共同聲明：每年11月至12月都要舉行一次國際會議。
除了一年一次的正式會議外，参加共產黨和工人黨國際會議的各国共产党和工人党偶爾會召開特別會議，例如2009年9月28日—30日在大馬士革召開了主題爲“與巴勒斯坦人民和中東其他国家人民的英勇鬥爭團結一致”的會議。在2009年12月，各國共產黨和工人黨決定創辦用英语和西班牙语撰写的《國際共產主義評論》年刊。同時，還決定建立一個共產黨和工人黨國際會議網站。
迄至2016年第十八次会议，共产党和工人党国际会议共有来自世界85个国家的120多个共产党和工人党参加。

## 历史
1980年代末—1990年代初，受东欧剧变和苏联解体影響，国际共产主义运动陷入低潮，許多有影響的共產黨受到不少衝擊，並且影響到政黨之間的國際交流。其中部份共產黨率先恢復了政黨交流，并積極醞釀和探索國際交流的有效性。
1993年，尼泊爾共產黨（聯合馬列）與印度共產黨（馬克思主義）聯合召開國際研討會，主題是「當代世界形勢和馬克思主義的有效性」。同年，美國共產黨总书记格斯·霍尔提議召開世界各國共產黨的國際交流會議。1990年代中期，墨西哥的社會主义人民黨兩次召開拉美國際研討會；希臘共產黨舉辦多次巴爾幹共產黨和地中海東部政黨的會議。1997年，俄罗斯共产主义工人党於聖彼得堡召開「紀念革命80週年」的國際會議。1997年，古巴共產黨召開國際研討會，主題「社會主義有效性」。1998年3月，美國共產黨聯合加拿大共產黨與澳大利亞共產黨起草了一份召开主題為「經合組織框架下的多邊投資協定」國際會議的倡議，由加拿大共產黨將該倡議以信件形式分發給各國共產黨，並於同年5月在紀念《共產黨宣言》發表150週年暨希臘共產黨建黨80週年的活動上，得到與會各國共產黨的確認。

## 工作组
2011年11月，与会政党成立了一个工作组，负责筹备会议及与其有关的一切事务。2016年10月，在第十八次共产党和工人党国际会议上，选举产生由19个成员党的代表组成的2016年—2018年任期工作组。

## 成员
以共产党和工人党国际会议的官方网站“团结网”列出的“共产党和工人党”名单为准：
- 阿尔巴尼亚 阿尔巴尼亚共产党
- 阿尔及利亚 阿尔及利亚争取民主和社会主义党
- 阿根廷 阿根廷共产党
- 亞美尼亞 亚美尼亚共产党
- 澳大利亚共产党
- 奥地利 奥地利共产党
- 奥地利 奥地利劳动党
- 阿塞拜疆共产党 (1993年)
- 阿塞拜疆共产党 (2011年)
- 巴林 民主进步论坛
- 孟加拉国共产党
- 孟加拉国工人党
- 白俄羅斯 白俄罗斯共产党
- 比利时 比利时共产党
- 比利时 比利时工人党
- 玻利维亚 玻利维亚共产党
- 巴西 巴西共产党
- 巴西 巴西的共产党
- 英国 不列颠共产党
- 英国 不列颠新共产党
- 保加利亚 保加利亚共产党
- 保加利亚 保加利亚共产党人党
- 加拿大 加拿大共产党
- 智利 智利共产党
- 中國 中国共产党
- 哥伦比亚 哥伦比亚共产党
- 哥伦比亚 哥革武—人民军第二马克塔利亚
- 人民先锋党
- 克罗地亚社会主义工人党
- 古巴 古巴共产党
- 賽普勒斯 劳动人民进步党
- 捷克 捷克和摩拉维亚共产党
- 丹麦 丹麦共产党
- 革命力量
- 厄瓜多尔共产党
- 埃及 埃及共产党
- 薩爾瓦多 萨尔瓦多共产党
- 爱沙尼亚 爱沙尼亚共产党
- 芬兰 芬兰共产党
- 法國 法国共产党
- 格鲁吉亚统一共产党
- 德国 德国的共产党
- 希腊 希腊共产党
- 瓜德罗普共产党
- 人民进步党/公民
- 匈牙利 匈牙利工人党
- 印度 印度共产党（马克思主义）
- 印度 印度共产党
- 伊朗 伊朗人民党
- 伊拉克 伊拉克共产党
- 伊拉克 库尔德斯坦共产党—伊拉克
- 愛爾蘭 爱尔兰共产党
- 愛爾蘭 工人党
- 愛爾蘭 工人党 (2021年)
- 以色列 以色列共产党
- 義大利 重建共产党
- 義大利 意大利共产党
- 義大利 共产党
- 日本 日本共产党
- 约旦 约旦共产党
- 哈萨克斯坦共产党
- 哈萨克斯坦社会主义运动
- 肯尼亚共产党
- 吉尔吉斯斯坦共产党人党
- 朝鲜劳动党
- 科威特 科威特进步运动
- 老挝人民革命党
- 拉脫維亞 拉脱维亚社会党
- 黎巴嫩 黎巴嫩共产党
- 立陶宛 社会党
- 盧森堡 卢森堡共产党
- 马达加斯加 马达加斯加独立大会党
- 馬爾他 马耳他共产党
- 墨西哥 墨西哥共产党
- 墨西哥 社会主义人民党
- 墨西哥 墨西哥社会主义人民党
- 摩尔多瓦 摩尔多瓦共和国共产党人党
- 尼泊尔 尼泊尔共产党（联合马列）
- 荷蘭 荷兰新共产党
- 北馬其頓 马其顿共产党
- 挪威 挪威共产党
- 巴基斯坦 巴基斯坦共产党
- 巴勒斯坦 巴勒斯坦共产党
- 巴勒斯坦 巴勒斯坦人民党
- 巴拿马 巴拿马人民党
- 巴拉圭 巴拉圭共产党
- 秘魯 秘鲁共产党
- 秘魯 秘鲁共产党—红色祖国
- 菲律賓 菲律宾共产党 (1930年)
- 波蘭 波兰共产党
- 葡萄牙 葡萄牙共产党
- 留尼汪 留尼汪共产党
- 羅馬尼亞 罗马尼亚社会党
- 羅馬尼亞 罗马尼亚共产党
- 俄羅斯 俄罗斯联邦共产党
- 俄羅斯 苏联共产党俄罗斯共产主义工人党
- 后苏联国家 共产党联盟—苏联共产党
- 后苏联国家 苏联共产党
- 塞爾維亞 塞尔维亚共产党人
- 塞爾維亞 南斯拉夫新共产党
- 斯洛伐克 斯洛伐克共产党
- 南非 南非共产党
- 西班牙 西班牙共产党
- 西班牙 西班牙人民共产党
- 西班牙 西班牙工人共产党
- 西班牙 加泰罗尼亚共产党人
- 斯里蘭卡 斯里兰卡共产党
- 苏丹 苏丹共产党
- 斯威士兰共产党
- 瑞典 瑞典共产党
- 瑞士 共产党
- 瑞士 瑞士共产党
- 叙利亚 叙利亚共产党
- 叙利亚 统一叙利亚共产党
- 塔吉克斯坦共产党
- 土耳其 土耳其共产党
- 土耳其 劳动党
- 美国 美国共产党
- 乌克兰 乌克兰共产党
- 乌克兰 乌克兰共产主义者联盟
- 乌拉圭 乌拉圭共产党
- 委內瑞拉 委内瑞拉共产党
- 越南 越南共产党

## 历次會議

### 第一次共产党和工人党国际会议
1999年5月21日—23日，第一次共产党和工人党国际会议在希腊雅典举行。来自46个国家的55个共产党和工人党参加了该会议。会议的主题是“资本主义危机、全球化与工人运动的反应”。

### 第二次共产党和工人党国际会议
2000年6月23日—26日，第二次共产党和工人党国际会议在雅典举行。来自47个国家的60个共产党和工人党参加了该会议。会议的主题是“共产党人结盟与合作的经验”。

### 第三次共产党和工人党国际会议
2001年6月22日—24日，第三次共产党和工人党国际会议在雅典召开，来自41个国家的54个共产党参加，主题为“共产党人与劳工和工会运动”。会议强调反对世界贸易组织、世界银行、欧盟峰会等组织政策的工会运动和示威正在日益增长。会议继续支持巴勒斯坦人的斗争。

### 第四次共产党和工人党国际会议
2002年6月21日—23日，第四次共产党和工人党国际会议在雅典举行，62个政党参加，主题为“2001年9月11日之后的世界新形势”。会上谴责了恐怖主义、帝国主义，谴责了对阿富汗的战争、使用核武器的威胁，支持了巴勒斯坦人的斗争等。

### 第五次共产党和工人党国际会议
2003年6月19日—20日，第五次共产党和工人党国际会议在雅典召开，59个共产党参加，主题为“反对战争和反对资本主义全球化运动与共产党人”。会上谴责了对伊拉克的战争、对叙利亚和黎巴嫩边境的占领，声援古巴、朝鲜和巴勒斯坦人的斗争等。

### 第六次共产党和工人党国际会议
2004年10月8日—10日，64个共产党和工人党在希腊雅典召开第六次共产党和工人党国际会议，主题为“抵抗帝国主义的侵略性——斗争阵线和替代方案”。

### 第七次共产党和工人党国际会议
2005年11月18日—20日，第七次共产党和工人党国际会议在希腊首都雅典举行，来自62个国家的73个政党参加了这次会议，会议的主题是“当前资本主义的发展趋势：经济、政治和社会作用与共产党的转型”。会议通过了《团结伊拉克人民与民主力量》《反对引渡爱尔兰工人党主席肖恩·加兰同志的呼吁书》等声明。

### 第八次共产党和工人党国际会议
2006年11月10日—12日，第八次共产党和工人党国际会议在葡萄牙首都里斯本举行，这次会议的主题是“国际形势的危机和机遇・帝国主义战略和能源问题・拉美各国人民的斗争和经验・社会主义前景”为中心议题。会议通过了《反对军国主义与战争，争取民主、和平与社会进步》《团结拉丁美洲与古巴的倡议》两个声明。

### 第九次共产党和工人党国际会议
2007年11月3日—5日，第九次共产党和工人党国际会议在白俄罗斯首都明斯克举行，这次会议的主题是“伟大十月社会主义革命90周年。十月革命的现实意义和生命力。共产党人反对帝国主义和争取社会主义的斗争”。全球有70多个共产党和工人党参加了此次会议，大会的工作组就会议的工作散发了一份总结报告。会议结束后，与会者前往俄罗斯首都莫斯科，参加俄罗斯联邦共产党举办的纪念十月革命90周年的活动。

### 第十次共产党和工人党国际会议
2008年11月21日—23日，巴西共产党在巴西第一大城市圣保罗主办了第十次共产党和工人党国际会议。来自55个国家的65个共产党和工人党的代表出席了会议。会议的主题包括“国际形势中的新现象；日益加深的民族、社会、环境和帝国主义间的矛盾；为和平、民主、主权、社会进步和社会主义而奋斗以及共产党和工人党的统一行动”。会议期间，代表们围绕着当前资本主义世界金融和经济危机、工人阶级和劳动人民的社会斗争、拉美和加勒比地区一体化、国际主义团结、社会主义的前景等若干重大理论和现实问题进行了广泛深入的探讨和重要的意见交换。会议最后发表了《第十次共产党和工人党国际会议新闻公报》《第十次共产党和工人党国际会议圣保罗宣言》和《第十次共产党和工人党国际会议决议》。

### 大马士革特别会议
2009年9月28日—30日，在大马士革召开了特别会议。会议主题是“声援巴勒斯坦人民和中东其他人民的英勇斗争。”来自41个国家的50个政党出席本次会议。

### 第十一次共产党和工人党国际会议
2009年11月20日—22日，印度共产党（马克思主义）和印度共产党在印度首都新德里联合主办了共产党和工人党第十一次国际会议。来自48个国家的57个共产党和工人党的代表参加了这次会议。与会各党代表围绕着“国际资本主义危机、工人和人民的斗争、替代方案、共产党和工人阶级运动的作用” 这个主题进行了深人的讨论。大会一致通过了《德里宣言》和《关于纪念博帕尔毒气泄漏悲剧25周年的决议》两个文件，深入分析了国际资本主义经济危机的本质和原因，谴责了资本主义对环境的破坏和对人身的伤害，并指出其根本的解决办法在于以社会主义制度代替资本主义制度。

### 第十二次共产党和工人党国际会议
第十二次共产党和工人党国际会议于2010年12月3日—5日在南非城市茨瓦尼召开。来自43个国家、51个共产党和工人党的102名代表，围绕会议主题“不断加深的资本主义经济危机以及共产党的任务——保卫国家主权，深化社会同盟，加强争取和平、进步和社会主义的反帝阵线”展开了热烈的讨论，会议发表了《茨瓦尼宣言》。

### 第十三次共产党和工人党国际会议

第十三次共產黨和工人黨國際會議参会者分布图

第十三次共产党和工人党国际会议于2011年12月9日—11日在希腊首都雅典举行。来自61个国家的78个共产党和工人党的100多名代表与会。會議討論的內容有：蘇聯解體20年後，國際形勢和共產黨人的經驗；在資本主義危機、帝國主義戰爭和當前的人民鬥爭和起義中爭取階級鬥爭發展，爭取工人階級和人民的權利，加強無產階級國際主義和反帝國主義陣線，爭取推翻資本主義和建設社會主義等諸多任務。

### 第十四次共产党和工人党国际会议
第十四次共产党和工人党国际会议于2012年11月22日—25日在黎巴嫩首都贝鲁特举行。来自44个国家的60个共产党和工人党的84名代表与会。会议的主题是“为反对不断升级的帝国主义进攻，为满足人民的社会权利、经济权利、民主权利和愿望，为实现社会主义而加强斗争”。会议期间，各党代表就国际形势交换了意见，达成了关于采取共同和一致的行动以推动争取实现社会主义的革命斗争的协议《贝鲁特宣言》，还通过了《声援黎巴嫩》《声援希腊共产党和希腊的阶级斗争》《为了前南斯拉夫，团结起来反对帝国主义的工具——国际刑事法庭》《关于塞浦路斯问题的决议》《帝国主义战争的乌云密布》《关于哥伦比亚和平的宣言》《关于伊朗所面临威胁的声明》《声援埃及人民及其进步运动，阻止其最近的倒退》《声援叙利亚及其人民》和《关于声援拉美和加勒比人民的提议》等一系列决议。

### 第十五次共产党和工人党国际会议
第十五次共产党和工人党国际会议于2013年11月8日—10日在葡萄牙首都里斯本举行。第十五次共产党和工人党国际会议的主题是“正在深入的资本主义危机、工人阶级的作用、共产党人在为工人和人民权利斗争中的任务：帝国主义的进攻、国际力量的联合、民族问题、阶级解放和为社会主义的斗争”。来自63个国家的75个共产党和工人党的代表参加了此次会议。会议高度评价了工人阶级和人民群众反对垄断资本的斗争，重新确认了目前条件下推进解放斗争的可能性，号召广大人民群众在反帝反垄断斗争中为实现社会主义而斗争。但是，在这次会议上，与会的共产党和工人党之间出现了公开的分歧和裂痕。大会没有像以往一样发表《共同声明》，只是通过了《共同或一致行动的指南》，并由作为会议东道主的葡萄牙共产党发表了最后一个《新闻公报》，而参会的希腊共产党又发表了另一个内容不同的《新闻公报》。

### 第十六次共产党和工人党国际会议

第十六次共产党和工人党国际会议參会者分布图

第十六次共产党和工人党国际会议于2014年11月13日—15日在厄瓜多尔第一大城市瓜亚基尔举行。来自世界42个国家的53个党派的85名代表出席会议。与会代表就国际形势、世界新局势，各国共产党、工人和人民的斗争，各党加强协调配合的措施等话题展开讨论。与会代表一致同意通过2015年配合行动计划，其中包括反法西斯战争胜利70周年和越南抗美救国战争胜利40周年等纪念活动。

### 第十七次共产党和工人党国际会议
第十七次共产党和工人党国际会议于2015年10月30日—11月1日在土耳其第一大城市伊斯坦布尔举行，主题为“共产党和工人党的任务是加强工人阶级反对资本主义剥削，反对帝国主义战争和反对法西斯主义的斗争，为工人阶级和人类的解放而斗争，为实现社会主义而斗争”，来自48个国家58个共产党和工人党的104名代表参加此次会议。与会者充分肯定了拉丁美洲人民在反对帝国主义中的斗争行为，并高度赞扬了拉丁美洲的共产党在争取独立、实现社会主义、加强该地区的反帝国主义、争取进步力量等运动中起着核心领导作用。会议重申了古巴社会主义革命以及委内瑞拉人民争取解放的斗争，重申了玻利瓦尔的伟大历史功绩。同时，与会代表还肯定了欧洲人民在反对各资产阶级政府的帝国主义政策中的斗争行为，其中尤为赞赏希腊工人阶级拒绝屈从欧盟、欧洲央行、国际货币基金组织所制定的剥削政策行为。会上，代表们还祝贺希腊共产党和葡萄牙共产党在国内议会选举中所获得的成功。会议签署了八项国际团结决议：《与巴勒斯坦人民反对以色列占领、争取和平斗争团结在一起的声明》《关于东地中海地区危险状况的团结声明》《关于反对哈萨克斯坦共产党禁令的团结声明》《支持对以色列进行抵制，撤资和制裁的决议》《与黎巴嫩人民团结在一起，声援其进步民主工会运动和草根运动的决议》《出席第十七次共产党和工人党国际会议的政党与塞浦路斯人民团结在一起的声明》《声援乌克兰共产党斗争的决议》《坚决反对反动势力和帝国主义，赞扬叙利亚爱国人士的决议》。

### 第十八次共产党和工人党国际会议
第十八次共产党和工人党国际会议于2016年11月28日—11月30日在越南首都河内举行，主题为“资本主义的危机和帝国主义的进攻——共产党和工人党为了和平、工人和民众的权利以及社会主义而斗争的策略和手段”，来自49个国家57个共产党和工人党的100多名代表参加此次会议。会议上，与会代表集中对目前的世界形势，各国政治、经济、社会和劳动人民情况进行分析与评估，分享自己的观点和经验，就维护世界和平和社会主义的联合行动进行讨论，为劳动人民和世界各民族的权益作出贡献。与会代表就提高联合协调合作机制效益的措施达成共识，一致通过会议号召（共同文件），提出今后世界各国共产党和工人党的配合行动计划，特别是2017年内举办俄罗斯十月革命100周年纪念活动。该号召也强调了致力于和平与社会主义、捍卫各国独立主权斗争的重要性以及通过符合国际法律的和平措施解决所有争端的必要性；再次重申了各国共产党和工人党对越南人民社会主义祖国建设和捍卫事业的团结与支持。

### 第十九次共产党和工人党国际会议
2017年11月2日—3日，第十九次共产党与工人党国际会议在俄罗斯第二大城市圣彼得堡召开，来自世界103个共产党和工人党300多名代表参加会议。大会批准增加中国共产党、匈牙利工人党和朝鲜劳动党三个成员进入共产党和工人党国际会议工作组。

### 第二十次共产党和工人党国际会议
2018年11月23日—25日，第二十次世界共产党与工人党国际会议在希腊首都雅典召开。世界73个国家的91个共产党和工人党的180名代表出席會議。

### 第二十一次共产党和工人党国际会议
2019年10月18日—20日，第二十一次共产党和工人党国际会议在土耳其伊兹密尔召开。来自58个国家74个政党的137名代表出席了会议。会议主题是“共产国际成立100周年，继续为和平和社会主义而斗争！”这次会议对当前资本主义体系持续危机、国际局势紧张和战争威胁加剧等问题进行分析研判。

### 2021年特别通信会议
受2019冠状病毒疾病疫情影响，原定于2020年召开的共产党和工人党国际会议被延期。然而，2021年12月10日—11日，在Zoom召开一场线上会议。来自57国家的73个共产党参加会议。

### 第二十二次共产党和工人党国际会议
2022年10月27日—29日，第二十二次共产党和工人党国际会议在古巴首都哈瓦那召开。来自45个国家的58个共产党参加会议。会议主题是“声援古巴和所有挣扎的人民。面对资本主义及其政策、法西斯主义和战争的威胁，我们团结起来，在反帝国主义斗争中，在社会和民众运动中更加强大；捍卫和平、环境、工人权利、团结和社会主义！”。这次会议围绕俄乌冲突产生了分歧，两份对立的决议分别由20多个参与政党签署。

### 第二十三次共产党和工人党国际会议
2023年10月20日—22日，第二十三次共产党和工人党国际会议在土耳其伊兹密尔召开。来自54国家的68个共产党参加会议，7个无法参加的共产党也向会议发去贺电。会议主题是“对抗资本家和帝国主义的政治和意识形态斗争。共产党员的任务是通知和动员工人阶级、青年、妇女和知识分子反对剥削、压迫、帝国主义谎言和历史修正主义的斗争；工人和人民的社会和民主权利；反对军国主义和战争，争取和平和社会主义。”本次会议继续关注俄乌冲突和加以冲突，要求停火。

## 外部連結
- 共產黨和工人黨國際會議官方網站“团结网”